# Tomas Wallgren
Tomas Wallgren, född 18 maj 1986 i Kalix, Norrbottens län, är en svensk före detta professionell ishockeyspelare.